# Větrník (Lišovský práh)
Větrník je vrch Lišovského prahu s nadmořskou výškou 568 metrů nacházející se 1,9 km severozápadně od kostela v Lišově. Je pokryt lesem a na jeho jihovýchodnim úpatí se nalézá malá stejnojmenná osada.
Na Větrníku je postaven 7,5 metrů vysoký (nad terénem; dalších 3,5 m je založen pod zemským povrchem) železobetonový jehlanovitý pilíř z roku 1933, který označuje trigonometrický bod Větrník, zřízený roku 1865. Nivelační značka u paty pilíře má výšku 567,75 m nad úrovní Baltského moře. Podobně jako nedaleký základní nivelační bod Locus perennis (Věčné místo) býval pilíř na Větrníku nesprávně považován za střed Evropy.
Na Větrník navazuje mnoho kopců Lišovského prahu, například Čánkov s velmi krásnou přírodou. Z obou kopců je vidět velmi daleko, prakticky celý východ jižních Čech, od České Sibiře přes Choustník, Tábor, Stráž nad Nežárkou, až po Novohradské hory.

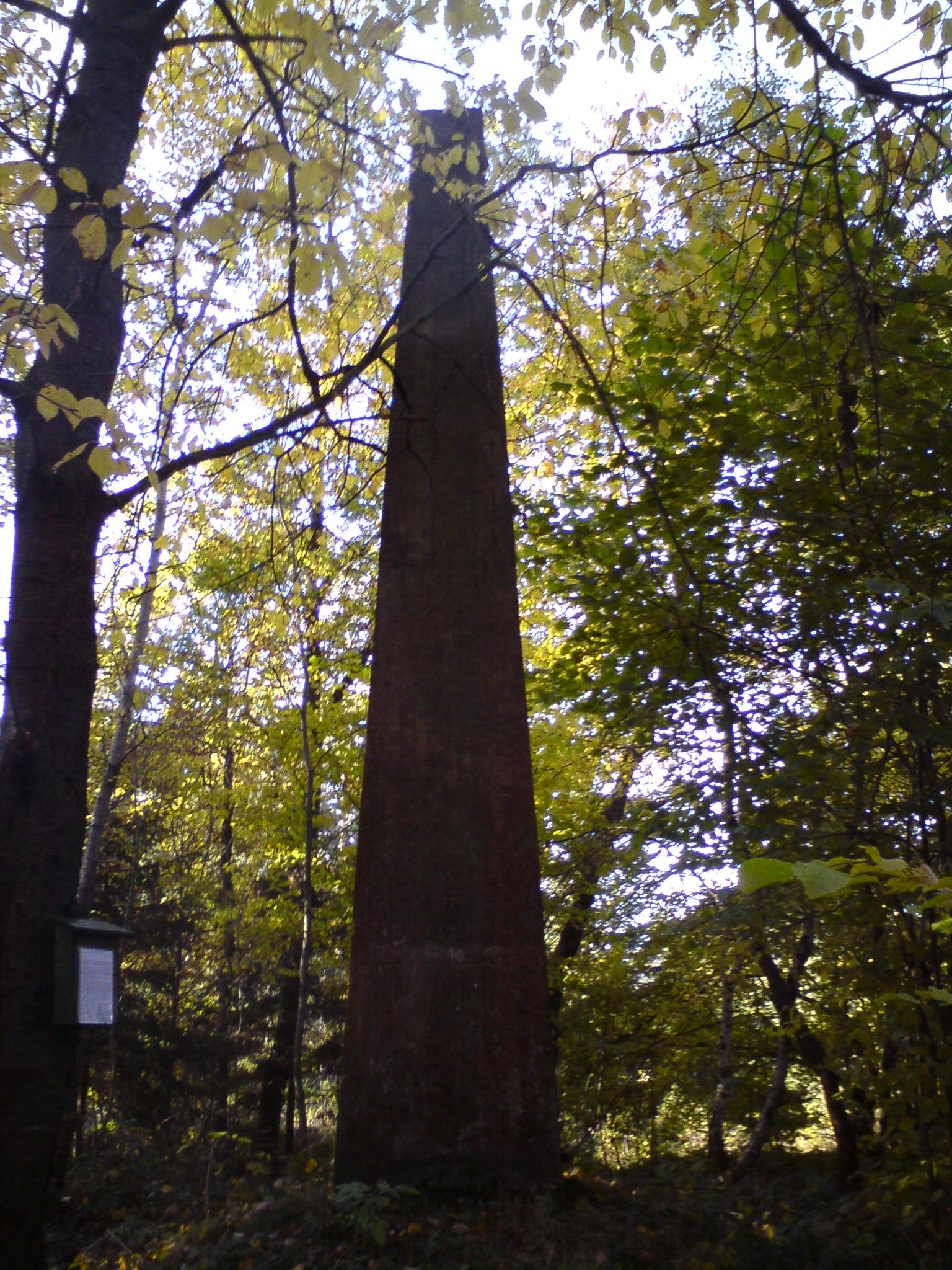
Trigonometrický bod na vrcholu Větrníku u Lišova

## Geologie a geomorfologie
Větrník je sukem z moldanubických granulitů. Na jižním svahu se vyskytuje tmavý pyroxen-amfibolový granulit.
Geomorfologicky Větrník náleží do subprovincie Česko-moravské, oblasti Jihočeské pánve, celku Třeboňská pánev, podcelku Lišovský práh.